# Liu Zhihua (prisonnier)
Pour les articles homonymes, voir Liu Zhihua.
Liu Zhihua (刘智华) est un prisonnier politique en République populaire de Chine depuis 1989.
Liu Zhihua a été arrêté en juin 1989 pour avoir participé à une manifestation contre la répression violente du mouvement pro-démocratique par le gouvernement (voir Manifestations de la place Tiananmen). Âgé de 18 ou 19 ans au moment des faits, il était ouvrier dans une usine d’appareils électriques à Xiangtan, dans le Hunan.
En octobre 1989, sous l'inculpation de hooliganisme, il est condamné à l’emprisonnement à vie pour « graves troubles à l’ordre public ».
Après diverses remises de peines, Liu Zhihua devrait sortir de la prison de Longxi en janvier 2011, après 22 ans de détention.
Selon John Kamm, il est libéré de la prison de Loudi dans le Hunanle 3 janvier 2009 